# Svenska Bandyförbundet
Svenska Bandyförbundet är den organisation som anordnar bandy på organiserad tävlingsnivå i Sverige. Svenska Bandyförbundet bildades i Stockholm den 5 april 1925 av 29 representanter för 49 klubbar. Sune Almkvist blev vald till förbundets förste ordförande. Svenska Bandyförbundet valdes in i Riksidrottsförbundet den 26 augusti 1925.
Före 1925 hade den organiserade bandyn i Sverige administrerats först av Svenska Bollspelsförbundet från 1905 och sedan av Svenska Fotbollförbundet från 1906 och framåt.
Tidigare organiserade bandyförbundet också landhockey i Sverige; den sporten hade med stöd från förbundet introducerats i landet i blygsam skala på 1940-talet och en kommitté för sporten bildades inom bandyförbundet 1973, innan Svenska Landhockeyförbundet bildades 1975 och tog över ansvaret.
Den 11 juni 2022 valdes Gisela Stockhaus till Svenska Bandyförbundets första kvinnliga ordförande.

## Verksamhet

### Inrikes tävlingar
Svenska mästerskapet i bandy har arrangerats varje år sedan 1907. Från början var SM en utslagstävling (cupformat), och det formatet var ännu gällande när förbundet bildades 1925 och tog över verksamheten från fotbollförbundet. Traditionen från cupformatet lever kvar genom att svenska mästerskapet än idag avgörs i en enda finalmatch, svenska bandyfinalen, efter avslutat seriespel och därpå följande slutspel.
Så småningom önskade klubbarna ha mer regelbunden matchning och yrkade på att man skulle införa seriespel. Efter att några klubbar på egen hand hade ordnat seriespel under 1930, bedriver Svenska Bandyförbundet sedan 1931 regelbundet riksomfattande seriespel för herrlag i Sverige. Från början hette den högsta serien Division I. Allsvenskan var säsongerna 1981/1982-2006/2007 Sveriges högsta division, en position som Elitserien övertog från säsongen 2007/2008.
Sedan 2005 ordnas varje år också Svenska cupen för de bästa bandylagen.
Bandyverksamhet för damer har pågått lika länge som på herrsidan, men under många decennier saknades tillräckligt med lag för att ordna riksomfattande seriespel även för damerna. I Stockholmsområdet förekom seriespel från 1940-talet och framåt, men riksomfattande blev verksamheten först på 1970-talet. SM för damer avgörs liksom herrarnas SM i en enda final, som hålls tidigare samma veckoslut som herrfinalen.

### Landskamper
Svenska bandyförbundet ansvarar för Sveriges herrlandslag i bandy och Sveriges damlandslag i bandy samt landslag på de olika juniornivåer som finns. Förr fanns återkommande också landskamper för Sveriges B-landslag i bandy. De första landskamperna ordnades redan på 1900-talets första decennium, men först från 1920-talet har man räknat med officiella landskamper. Sverige har sedan dess regelbundet mött Finland och Norge. Svenska bandyförbundet var med och bildade Internationella bandyförbundet på 1950-talet och Sverige har deltagit i samtliga världsmästerskap sedan det första 1957 och landskampsutbyte förekommer sedan dess regelbundet också med från början Sovjetunionen och efter dess upplösning 1991 med Ryssland. 

## Organisation

### Kansli och organisation
Svenska Bandyförbundets kansli ligger sedan november 2020 i Vänersborg på Vänerparken 13. 
Svenska Bandyförbundet hade inget eget kansli förrän 1951. Under åren 1928-1951 skötte förbundssekreteraren Birger Gustafsson kansliuppgifterna hemma hos sig, han hade "kansli på fickan". Fram till 1963 hade förbundet ett eget kansli på Sibyllegatan 16 i Stockholm, sedan i Katrineholm, och från juli 2008 till november 2020 i Idrottens hus i Stockholm.
Generalsekreterare - Pär Gustafsson
I juni 2023 publicerades en rapport som visade att Svenska Bandyförbundets ekonomi gick med förlust på nästan fem miljoner kronor under säsongen 2022–2023. En av anledningarna ansågs vara att Ryssland stängts av från den internationella bandyn efter Rysslands invasion av Ukraina i februari 2022.

### Distriktsförbund och regioner
Svenska Bandyförbundet bestod i början av 2000-talet av 23 distriktsförbund . Den 24 september 2005 beslutade styrelsen att uppdra till Karl-Erik Eckermark att utreda frågan om samverkan och samordning av distriktsförbundens verksamhet i regioner. Utredningen, presenterad som "Samverkan/Samordning av distriktens verksamhet i Svenska Bandyförbundet" gick på remiss till distriktsförbunden i december 2005. Den 20 januari 2006 beslutade Svenska Bandyförbundets styrelse att från säsongen 2006/2007 påbörja en indelning i Region nord, Region mitt och Region syd. På sitt årsmöte den 13 juni 2008 antog Svenska Bandyförbundet ett förslag att utveckla regionerna . Sedan 2013 är distrikten uppdelade i sex stycken stordistrikt enligt följande. Distrikt Mellansverige som är det största distriktet sett till antal spelare omfattar Uppland, Västmanland, Värmland, Södermanland, Östergötland och Närke. Distrikt Nord som är det geografiskt största distriktet omfattar Gästrikland, Dalarna, Hälsingland, Medelpad, Norrbotten, Jämtland, Härjedalen, Västerbotten och Ångermanland. Distrikt Sydväst omfattar Göteborg, Halland och Skåne. Distrikt Småland omfattar Småland och Blekinge. Distrikt Västergötland omfattar Västergötland. Distrikt Stockholm omfattar Stockholm. Skånes Bandyförbund var redan i början av 2010-talet vilande, och bandyverksamheten i Skåne sköttes då av Hallands Bandyförbund.
Stora delar av Norrland var tidigare uteslutna från Sveriges nationella seriespel, och gjorde i stället upp om Norrländska mästerskapet. Länge gick gränsen vid Hälsingland. 1958 tilläts lag från Norrbotten delta.

### Vision 2017
2007 antog Svenska Bandyförbundet sin så kallade Vision 2017 som främst syftade på tillväxt inom publik, ekonomi, spelare/ledare och geografi .

## Ordförande
| Tillträdde | Avgick | Namn                  |
| ---------- | ------ | --------------------- |
| 1925       | 1950   | Sune Almkvist         |
| 1950       | 1961   | Gunnar Galin          |
| 1961       | 1964   | Gösta Ellhammar       |
| 1964       | 1970   | Arne Argus            |
| 1970       | 1983   | Pontus Widén          |
| 1983       | 1988   | Sten Lindström        |
| 1988       | 1997   | Staffan Söderlund     |
| 1997       | 1999   | Owe Svensson          |
| 1999       | 2006   | Seppo Vaihela         |
| 2006       | 2014   | Håkan Ramsin          |
| 2014       | 2019   | Stig Bertilsson       |
| 2019       | 2022   | Per-Anders Gustafsson |
| 2022       |        | Gisela Stockhaus      |

### Hedersordförande
Följande personer har utsetts till hedersordförande i Bandyförbundet, ett uppdrag som till sin natur alltid är på livstid.
- 1950 Sune Almkvist
- 1958 Torsten Tegnér
- 1970 Arne Argus
- 1979 Gunnar Galin
- 1988 Sten Lindström
- 1997 Staffan Söderlund
- 2006 Seppo Vaihela